# Máltai nyelv
A máltai nyelv Málta nemzeti nyelve és az Európai Unió hivatalos nyelve. Szoros rokonságban áll az arab nyelvvel, pontosabban annak észak-afrikai és szicíliai dialektusából jött létre. Történelme során a dél-olasz (szicíliai), sőt a spanyol és az angol nyelvből is sokat átvett. A máltai az egyetlen sémi nyelv, amelyet latin betűkkel írnak.
A máltai nyelvet beszélők számát napjainkban körülbelül félmillióra teszik. Nagy számban élnek kivándoroltak Ausztráliában, az USA-ban és Kanadában, akik még ma is beszélik a nyelvet.

## A máltai nyelv története
A máltai nyelv besorolása hosszú ideig vita tárgya volt még azok között is, akik elfogadták, hogy sémi nyelvről van szó. Egyes vélemények szerint a föníciai nyelvből kialakult pun nyelv utódja lenne a máltai, ám ez bizonyult a legkevésbé valószínűnek. Más vélemények szerint a máltai nem az arab nyelvből vált ki, hanem egy berber dialektusból jött létre.
Málta első sémi lakói valóban a föníciaiak voltak, akiknek a nyelve még a római uralom alatt is fennmaradt a szigeten. Bizánc uralma után a görög-latin-föníciai keveréket felváltotta az észak-afrikai arab nyelv, mindössze a két nagy sziget neve biztosan korábbi ennél. Bár a máltai az észak-afrikai arab változatok rokona, de a Máltára a 11. században érkező arab telepesek nem afrikaiak voltak, hanem szicíliai arabok (akik között sok volt a muszlim hitre áttért, elarabosodott európai is). Az általuk beszélt szicíliai arabból fejlődött ki később a máltai, s bár a szicíliai arab az észak-afrikai arabból alakult ki, ennek ellenére a máltai csak közvetve és nem közvetlenül származik abból a nyelvből. Ezt a jelenkori genetikai kutatások is alátámasztani látszanak, mivel a máltai lakosság DNS struktúrája egyezik Szicília és Calabria lakosságának génjeivel, ennek megfelelően az arab bevándorlás nem közvetlenül az afrikai oldalról jött.
Az arab hódítást megelőzően a sziget lakossága gyér volt, amelyről az arab krónikák is beszámolnak. Maga Godfrey Wettinger máltai történész és Joseph Brincat nyelvész is arra a következtetésre jutottak, hogy a máltai nyelv kialakulásának kezdete az arab hódítással indul, míg a korábbi, elenyésző számú lakosság nyelve nem maradt fenn és nem is hagyott nyomokat az arab betelepülők nyelvjárásából kialakuló máltai nyelvben.
Az arab uralom alatt jól működő öntöző rendszert építettek ki, amely növelte a mezőgazdasági termelés erejét. Ennek köszönhetően a sziget lakossága nagyobb növekedést mutatott, mint a bizánci vagy római időszakban, amely így az arab etnikai- és nyelvi dominanciát erősítette. A normannok először 1091-ben foglalták el a szigetet az araboktól (de uralmuk csak 1127-től szilárdult meg), a lakosságot azonban nem űzték el, sőt egy ideig széleskörű önrendelkezési jogokat adtak nekik, így a vallásukat is szabadon gyakorolhatták. Málta így a keresztény uralom alatt is mintegy 150 évig arab szellemben fejlődött.
II. Frigyes német-római császár, aki Szicília királya is lett 1224-től megkezdte a máltai arabok autonómiájának felszámolását. Az iszlám hithez ragaszkodó arabok kiűzése még legalább 1249-ben elhúzódott, azonban igen nagy számú máltai muszlim vette fel a kereszténységet, noha arab kötődésük (főleg Észak-Afrikához) még legalább 1283-ig, a spanyol uralom kezdetéig fennmaradt. Szicíliával ellentétben Máltán nem halt ki az arab nyelvjárás.
Az arab dialektusra erős hatást gyakorolt a 800 éven keresztül hivatalos olasz és az urak által beszélt spanyol is. A máltai nyelvet egy 1436-ban kelt latin nyelvű végrendelet említi először lingua maltensi néven.
1800 után a britek bevezették az angolt is, amelynek egyre nagyobb teret igyekeztek biztosítani a szigeteken. Olasz-párti körök és a fasiszta Olaszország ezzel szemben olasz nyelvjárásnak titulálták a máltai nyelvet. A máltai nyelv 1936-ban lett Málta hivatalos nyelve (az angollal együtt), hogy sikerüljön az ellenzék által erőltetett olasz nyelvet kiszorítani.
A nyelv legrégebbi írásos emléke Pietru Caxaro 15. században írt költeménye, az Il Cantilena, ám a nyelv a falvak beszélt nyelvéből csak a 20. században vált minden máltai nyelvévé. Írott irodalma is csak a 19. század óta létezik. A 20. században számos társaság alakult a nyelv terjesztésére, költeményeivel és fordításaival különösen Karmenu Psaila, Málta nemzeti költője tett sokat a nyelv fejlődéséért.

## Írása és ejtése
A máltai az egyetlen sémi nyelv, amelyet latin írással írnak. Néhány hangra különleges írásjegyük van. A magánhangzók kivétel nélkül lehetnek hosszúak vagy rövidek. Az írásjegyek és hangértékük:
| Írásjegy | Hangérték                                                                                              | Írásjegy | Hangérték                                                                | Írásjegy | Hangérték                       |
| -------- | --- | -------- | ------------------------------------------------------------------------ | -------- | ------------------------------- |
| B, b     | b (bátor)                                                                                              | Ħ, ħ     | h (hang)                                                                 | R, r     | r (rom)                         |
| Ċ, ċ     | cs (csak)                                                                                              | J, j     | j (jó)                                                                   | S, s     | sz (szín)                       |
| D, d     | d (darab)                                                                                              | K, k     | k (kerék)                                                                | T, t     | t (tó)                          |
| F, f     | f (föld)                                                                                               | L, l     | l (ló)                                                                   | V, v     | v (város)                       |
| Ġ, ġ     | dzs (dzsungel)                                                                                         | M, m     | m (most)                                                                 | W, w     | félmagánhangzó, mint az angol w |
| G, g     | g (gomb)                                                                                               | N, n     | n (nagy)                                                                 | X, x     | s (só)                          |
| Għ, għ   | nem ejtik, csak a szó végén, itt az ejtése h. Amikor néma, enyhén megnyújtja a szomszédos magánhangzót | P, p     | p (pont)                                                                 | Ż, ż     | z (zene)                        |
| H, h     | nem ejtik, csak a szó végén, itt az ejtése h. Amikor néma, enyhén megnyújtja a szomszédos magánhangzót | Q, q     | [ʔ] (glottális stop: mint a levegővétel magánhangzó előtt, csak erősebb) | Z, z     | c vagy dz (cica / edző)         |

| Írásjegy | Hangérték | Írásjegy | Hangérték |
| -------- | --------- | -------- | --------- |
| A, a     | mélyebb á | O, o     | o         |
| E, e     | e         | U, u     | u         |
| I, i     | i         | ie       | hosszú i  |

Léteznek ezen kívül kettőshangzók is:
| Írásmód | Ejtés                  | Írásmód | Ejtés                  |
| ------- | ---------------------- | ------- | ---------------------- |
| aj      | rövid á + j            | ew      | e + u                  |
| aw      | rövid á + u            | iw      | i + u                  |
| ej      | e + j                  | għi     | rövid á + j vagy e + j |
| għu     | o + u vagy rövid á + u |         |                        |

A szó végi aposztróf kiesett hangot jelöl (leggyakrabban eltűnt għ-t), nem kell kiejteni. A għh kiejtése hosszú hh. A szó végi zöngés mássalhangzókat zöngétlenül ejtik. Għ, ħ, h vagy q előtt az i hang mindig hosszú! A hangsúly mindig az utolsó vagy az utolsó előtti szótagon van.